# Raiffeisenbank Wesermarsch-Süd
Die  Raiffeisenbank Wesermarsch-Süd eG ist eine deutsche Genossenschaftsbank mit Sitz in der niedersächsischen Kreisstadt Brake (Unterweser) im Landkreis Wesermarsch.

## Geschichte
Das älteste Vorgängerinstitut der heutigen Raiffeisenbank Wesermarsch-Süd eG wurde am 26. Oktober 1899 gegründet. Die Raiffeisenbank Wesermarsch-Süd eG entstand im Jahr 2000 durch die Fusion der Raiffeisenbank Brake-Oldenbrok eG mit dem Sitz in Brake (Unterweser) und der Raiffeisenbank Berne-Moorriem eG mit dem Sitz in Elsfleth.
Die Raiffeisenbank Brake-Oldenbrok eG wiederum entstand im Jahr 1994 durch die Fusion der Raiffeisenbank Brake eG mit der Raiffeisenbank Strückhausen Neustadt Oldenbrok eG mit dem Sitz in Ovelgönne. Durch die Fusion der Spar- und Darlehnskasse Berne e.G. mit dem Sitz in Berne mit der Raiffeisenbank Moorriem e.G. mit dem Sitz in Moorriem im Jahr 1991 entstand die Raiffeisenbank Berne-Moorriem e.G.
Zuvor fusionierte im Jahr 1980 die Raiffeisenbank Neustadt eG mit dem Sitz in Neustadt mit der Spar- und Darlehnskasse eG Oldenbrok mit dem Sitz in Oldenbrok und der Spar- und Darlehnskasse Strückhausen eG mit dem Sitz in Strückhausen zur Raiffeisenbank Strückhausen Neustadt Oldenbrok eG.
Die Raiffeisenbank Brake eG fusionierte vormals im Jahr 1977 mit der Raiffeisenbank Hammelwarden e.G. mit dem Sitz in Hammelwarden und im Jahr 1971 fusionierten die Raiffeisenbank Altenhuntorf eGmbH mit dem Sitz in Altenhuntorf und die Raiffeisenbank Großenmeer eGmbH mit dem Sitz in Großenmeer mit der Raiffeisenbank Moorriem eGmbH.

## Rechtsverhältnisse
Die Raiffeisenbank Wesermarsch-Süd eG ist im Genossenschaftsregister beim Amtsgericht Oldenburg (Oldenburg) unter GnR 100020 eingetragen.

## Organisationsstruktur
Rechtsgrundlagen sind das Genossenschaftsgesetz und die durch die Vertreterversammlung beschlossene Satzung. Organe der Bank sind der Vorstand, der Aufsichtsrat und die Vertreterversammlung.

## Sicherungseinrichtung
Die Raiffeisenbank Wesermarsch-Süd eG ist der amtlich anerkannten Sicherungseinrichtung des Bundesverbandes der Deutschen Volksbanken und Raiffeisenbanken GmbH und der zusätzlichen freiwilligen Sicherungseinrichtung des Bundesverbandes der Deutschen Volksbanken und Raiffeisenbanken e.V. angeschlossen.

## Geschäftsausrichtung
Die Raiffeisenbank Wesermarsch-Süd eG betreibt das Universalbankgeschäft. Im Verbundgeschäft arbeitet sie mit der DZ Bank, R+V Versicherung, Bausparkasse Schwäbisch Hall, Teambank, VR Leasing, DZ Hyp und der Union Investment zusammen.

## Geschäftsgebiet
Das Geschäftsgebiet liegt im Osten und Süden des Landkreises Wesermarsch direkt an der Weser. Die Bank verfügt neben dem Hauptsitz über Geschäftsstellen in Brake-Süd (Kirchenstrasse), Oldenbrok, Großenmeer und Berne. In Elsfleth wurde im Jahre 2017 ein neues Beratungsbüro eröffnet. Die Bank verfügt über weitere Selbstbedienungsstellen: Famila Center in Brake, Edeka Zur alten Molkerei in Berne, Elsfleth an der Oberrege und Motzen.
An diesen Orten betreibt die Bank Filialen:
- Brake (Unterweser) (Hauptstelle, jur. Sitz + 2 SB-Geschäftsstellen)
- Berne (1 Geschäftsstelle + 2 SB-Geschäftsstellen)
- Elsfleth (2 SB-Geschäftsstellen)
- Ovelgönne (2 SB-Geschäftsstellen)